# Павлов, Карп Александрович
Па́влов Ка́рп Алекса́ндрович (1895, Смоленская губерния — 17 мая 1957, Москва) — руководящий работник органов и организаций ВЧК, ГПУ, НКВД СССР, в 1937—1939 гг. — директор (начальник) ГУ СДС «Дальстрой», генерал-полковник (1945). Входил в состав особой тройки НКВД СССР, внесудебного и, следовательно, не правосудного органа уголовного преследования.

## Биография
Родился в 1895 году в семье железнодорожного рабочего, по национальности русский. Образование получил в смоленском ремесленном училище (1913), после чего работал слесарем, электромонтёром, надсмотрщиком телеграфа в телеграфной конторе.
В мае 1915 года призван в армию. Служил монтёром телеграфной роты в крепости Свеаборг.
С августа по декабрь 1917 года — комиссар телеграфа ст. Белоостров Финляндской ж/д, телефонист на Петроградской телефонной станции, комиссар телеграфа Наркомата путей сообщения РСФСР, а с мая по июль 1918 года — начальник связи штаба Урало-Оренбургского фронта.
Член РКП(б) с сентября 1918 года.
В июле 1918 года переведён на работу в органы ВЧК: был комиссаром-следователем прифронтовой ЧК 2-й армии, следователем, заместителем начальника и начальником следственных частей в Самарской, Казанской, Уфимской, Омской и других ЧК, заместителем начальника особого отдела и заведующим следственной частью оперативного отдела 5-й армии. С сентября 1921 года возглавлял следственно-оперативные части в Иркутской, Новониколаевской, Башкирской, Гомельской ЧК (ГПУ).
С 5 июля 1923 года — начальник Гомельского губернского отдела ГПУ, с 22 ноября 1924 года — начальник Ставропольского окружного отдела ГПУ, с 17 марта 1928 года — начальник Чеченско-Грозненского объединённого отдела ГПУ, с 10 ноября 1929 года — начальник Донского окружного отдела ГПУ, с 1 октября 1930 года — начальник Шахтинского и с 31 марта 1931 года — Терского оперативного сектора ГПУ.
С 8 сентября 1932 года — 2-й заместитель полпреда ОГПУ (с июля 1934 года — заместитель начальника Управления НКВД) по Восточно-Сибирскому краю. С 17 декабря 1934 года начальник УНКВД Красноярского края.
С 17 октября 1936 года — заместитель начальника УНКВД Азово-Черноморского края, с 29 июня по 20 октября 1937 года — народный комиссар внутренних дел Крымской АССР. Этот период отмечен вхождением в состав особой тройки, созданной по приказу НКВД СССР от 30.07.1937 № 00447 и активным участием в сталинских репрессиях.
В ноябре 1937 года переведён в центральный аппарат НКВД и назначен заместителем директора государственного треста «Дальстрой». После ареста в Москве директора «Дальстроя» Э. П. Берзина c 19 декабря 1937 года старший майор госбезопасности К. А. Павлов стал директором треста (с 08.06.1938 г. — начальником ГУ СДС НКВД СССР) «Дальстрой». Одновременно с Павловым в «Дальстрой» прибыла группа кадровых чекистов из запаса НКВД СССР, заместивших единомышленников Берзина на руководящих должностях треста.
С вступлением Павлова в должность руководителя «Дальстроя» в тресте заканчился период относительного «берзинского либерализма» и начинается жестокая эксплуатация заключённых, получившая название «гаранинщина» — по имени начальника УСВИТЛа того времени — полковника С. Н. Гаранина.
Однако:

"… именно К. А. Павлов своим приказом от 22 мая 1938 г. установил для заключённых, занятых непосредственно на вскрыше и перевозке торфов, добыче и промывке песков, обслуживании механических дорожек, промприборов, продолжительность работы в первую смену 11 часов, во вторую — 10. Причём не просто установил, а сделал нормой, потому что приказал «уплотнить работу» горняков, «организовав её без выходных дней, введя вместо них пересменки».
Приказом от 11 июня 1938 г. К. А. Павлов разрешил «задерживать заключённых на работах до 16 часов рабочего времени». «Затрачиваемые дополнительно 5 часов, — отмечал он, — оплачивать вознаграждением по нормам выработки и давать дополнительное питание за 5 часов работы — половины установленного пайка по категориям». Когда же заканчивался горно-добывающий сезон, К. А. Павлов издал ещё один очень жёсткий приказ. В нём, датированном 14 сентября 1938 г., говорилось: «Сократить время на обеденный перерыв днем до 20—30 минут, обед перенести на вечернее время после работы. Вместо обеда работающим в забое забойщикам давать горячее блюдо или закуску с горячим чаем за счёт производства».
— Козлов А. Г. Гаранин и «гаранинщина».
В то же время его отличала и высокая требовательность к себе самому:

«В августе 1939 г. ход летнего промывочного сезона в Дальстрое был нарушен чрезвычайными обстоятельствами: 22—24 августа на трассе прошли сильные ливневые дожди. Мощные ливни охватили территорию современных Сусуманского, Тенькинского и Ягоднинского районов Магаданской области. Горизонт воды в створе моста через р. Колыму поднялся по отношению к нормальному уровню на 11,5 м. Все посёлки, расположенные на побережье р. Колымы и её притоков, были затоплены. Создалась реальная угроза срыва пролётных строений моста, потеря которого грозила катастрофическими последствиями. На левом берегу р. Колымы находились объекты двух крупнейших золотодобывающих управлений Дальстроя (СГПУ и ЗГПУ). Люди на приисках, разведках и других предприятиях могли надолго оказаться без продовольствия и связи. Положение могло чрезвычайно усложниться в связи с наличием в Северном и Западном горнопромышленных управлениях многих тысяч заключённых.
Начальник Дальстроя К. А. Павлов, срочно прибыв на место стихийного бедствия, взял руководство в свои руки. По всей длине моста через р. Колыму были поставлены тяжело нагруженные машины, которые своей тяжестью помогли выстоять деревянным конструкциям под напором потока воды. Заключённые и вольнонаёмные были переброшены на борьбу с наводнением и на восстановление движения по трассе.
… Здоровье самого начальника Дальстроя оказалось подорвано, так как он два дня находился на мосту через р. Колыму под проливным дождём, и в начале сентября К. А. Павлов уехал „по болезни на лечение в г. Москву“, но на Колыму он больше не вернулся.»
— Зеляк В. Г. Пять металлов Дальстроя: История горнодобывающей промышленности Северо-Востока России в 30—50-х гг. XX в.
11 октября 1939 года покинул пост начальника «Дальстроя».
Избежал репрессий в органах НКВД, один из двух начальников УНКВД Сибири середины 30-х годов, уцелевших в ходе чистки второй половины 1937—1939 года (второй Ф. А. Леонюк).
21 мая 1940 года назначен заместителем начальника Управления горно-металлургической промышленности ГУЛАГ НКВД СССР.
С 19 августа 1940 года по 26 февраля 1941 года — начальник Управления по строительству заводов и горно-рудных предприятий чёрной металлургии ГУЛАГа. В тот же период, с августа 1940 г. по февраль 1941 г. — заместитель начальника ГУЛАГ НКВД СССР.
С июля 1941 года — заместитель начальника, а с 23 августа 1941 года — начальник созданного в системе НКВД СССР Главного управления оборонительных работ (ГУОБР, Главоборонстрой), впоследствии (15.10.1941) переданного в состав Наркомата обороны СССР.
23 мая 1942 года вернулся в систему НКВД и стал начальником Главного управления строительства шоссейных дорог (ГУШОСДОР) НКВД СССР.
9 июля 1946 года был освобожден от должности, и в ноябре (по Н. Петрову — с 1 сентября) 1946 года уволен в отставку по болезни и отправлен на пенсию.
Однако, полтора года спустя, 11 марта 1948 года министр внутренних дел СССР С. Н. Круглов назначил его начальником строительства Волго-Донского канала, опять-таки возводившегося руками заключённых, но уже 18 марта 1949 года Павлова вторично отправляют на пенсию.

## Смерть
18 мая 1957 года, вскоре после XX съезда КПСС, начавшейся кампании по разоблачению культа личности и за полторы недели до ликвидации «Дальстроя», К. А. Павлов застрелился. Похоронен на Ваганьковском кладбище (30 уч.).

## Звания
- Старший майор государственной безопасности — 29.11.1935 г.
- Комиссар госбезопасности 2-го ранга — 02.02.1939 г.
- Генерал-полковник — 09.07.1945 г.

## Награды
- Три ордена Ленина — 01.02.1939, 20.10.1944, 21.02.1945 г.
- Два ордена Красного Знамени — 21.02.1942, 03.11.1944 г.
- Орден Трудового Красного Знамени — 20.09.1943 г.
- Пять медалей
- Знак «Почётный работник ВЧК-ГПУ».